# Kevin Poole
Kevin Poole (* 21. Juli 1963 in Bromsgrove) ist ein ehemaliger englischer Fußballspieler auf der Position des Torwarts, der zuletzt bei Burton Albion unter Vertrag stand.